# Cercle de Yorosso
Le cercle de Yorosso est une circonscription administrative malienne subdivision de la région de Koutiala.

## Subdivisions
Avant 2023, il compte 9 communes : Boura, Karangana, Kiffosso 1, Koumbia, Koury, Mahou, Ménamba 1, Ourikéla et Yorosso.
Depuis 2023, le cercle codé en 1602, est divisé en 3 arrondissements, 7 communes et 57 VFQ : villages, fractions ou quartiers.
| Code   | Arrondissement                    |
| ------ | --------------------------------- |
| 160201 | Arrondissement central de Yorosso |
| 160202 | Arrondissement de Mahou           |
| 160203 | Arrondissement de Boura           |

| Code     | Commune    | Chef-lieu  | VFQ |
| -------- | ---------- | ---------- | --- |
| 16020101 | Karangana  | Karangana  | 9   |
| 16020102 | Kiffosso 1 | Kiffosso 1 | 14  |
| 16020103 | Yorosso    | Yorosso    | 10  |
| 16020201 | Mahou      | Mahou      | 7   |
| 16020301 | Boura      | Boura      | 16  |
| 16020302 | Koumbia    | Koumbia    | 12  |
| 16020303 | Ménamba 1  | Ménamba 1  | 9   |

## Politique
Mamadou dit Mahamane Goïta (Urd) a été élu président du conseil de cercle en juin 2009.

## Culture
La première édition du Festival des masques et marionnettes de Yorosso a eu lieu du 1er au 4 décembre 2011 à Boura. Le festival est organisé par l'Association pour le développement de Yorosso.